# 邵阳塘田市沉船事故
邵阳塘田市沉船事故（“2011年邵阳沉船事故”、“邵阳9·9沉船事故”）是指2011年9月9日下午3时20分许，发生于湖南省邵阳县塘田市镇过江渡船（“湘邵K0018”）从夫夷水（夫夷河、芙蓉河）塘田市码头下行2公里至向荣村地段时，被滞留在河中的挖沙船钢丝绳绊住发生侧翻造成的沉船事故。湖南省交通厅确认，发生事故的邵阳县塘田市镇K0018客渡船核载14人，实载50人，属于超载引发的事故。根据官方发布的消息，共载50人中，学生41人，成人9人。截至11日上午8时许，最后一位失踪者塘田市镇夏溢村48岁的中年妇女刘秋娥被打捞，确认这次事故共有38人获救，共造成12人遇难。遇难者中9名学童，3名成年女性；按性别分类，除1名男童外，其余11名为女性；事故详因仍有待官方进一步调查确认。事发当天正逢星期五和每年一度中秋节小长假，乘客以寄宿学生为主，这些寄宿学生多为留守儿童。根据被救者回忆，落水现场学生通过自救、男生救女生，岸边村民通过绳索下水救人，附近修船人家驾船救援，对减少事故伤亡起了决定性作用。13岁的遇难者银美，事发时救了两个人之后因体力不支才溺水而亡；水西村五名男童成功营救多名失水同学，仅有14岁的唐浩曾随母亲于东莞读书时学过一些救人知识。

## 伤亡情况
这次事故受难者学童占绝大多数，影响最为严重的为塘田市镇中学，也是塘田市镇唯一一所中学，招生范围覆盖全镇。由于系突发事件，出事前船只实载人数和伤亡人数一直广受各界关注。湖南省交通厅确认，出事客船核定载客人数为14人。事发当天，官方最初公布的实载人数43人；至9月10号零点，官方通报实载45人。公众对官方最终确认实载50人普遍持怀疑态度，目击者及幸存者均称事发时船上实有90人左右，差距太大。对于船体长14米、宽2.2米（最大宽度）的小渡船，驾驶操纵部分占有一定空间，船体首位平均有效承载宽度约为1.5米，有效长度约为12米，实际有效承载面积约为18平方米，按照官方最终核实的载客50人推算，每人占用面积约为0.36平方米；按传说的实际载客90人推算，每人占用面积约为0.2平方米。官方确认的50人载客可能略低于实际数，但传说载客90人不符合实际情况。
遇难人数统计则用排除法推算，具体分“二步走”，一是由塘田市镇中学通过核实在校学生情况进行落实，二是有镇、沿江各相关各村行政当局核实。针对以往频繁出现事故死亡数据瞒报问题，湖南省政府对事故伤亡给予高度关注，要求不得隐瞒邵阳沉船死伤学生数字；此外，各路媒体根据官方公布的伤亡结果和村民反映的情况也进行了逐一核实。
塘田市镇中学排查的情况，学校共有1,187名学生，涉及夫夷水沿河六村的各年级学生63人；同时塘田市镇中心小学对全体学生进行排查核实，排查工作在11日12时之前完成。本次事故遇难人员涉及2个镇，分别是塘田市清水、乐家、夏溢、沿滩、水西5个行政村和白仓镇迎丰村，12名遇难者身份已核实到位，其后没有接到有关遇难失踪人员的报告。经核实确认身份的遇难者塘田市镇11人，分别为沿滩村4人、乐家村2人、夏溢村2人、水西村2人、清水村1人；白仓镇迎丰村1人。共计11女1男，包括8名学龄女童、1名男童和3名成年女性。
遇难者名单
- 何文婷，女，12岁，白仓镇迎丰村，塘田市镇中学初一210班
- 覃文婷，女，12岁，沿滩村，塘田市镇中学初一210班
- 银美，女，13岁，清水村，塘田市镇中学初二204班
- 彭纪明，女，13岁，水西村，塘田市镇中学初二203班
- 唐巧，女，13岁，水西村，塘田市镇中学初二
- 郭星星，女，13岁，沿滩村，塘田市镇中学初二205班
- 李雅娟，女，15岁，乐家村，塘田市镇中学初三394班
- 龙梦思，女，12岁，夏溢村（下一村）塘田市镇中学初一210班
- 陈基石，男，14岁，沿滩村，塘田市镇中学初二203班
- 刘秋彩，女，55岁，沿滩村（陈基石祖母）
- 刘秋娥，女，47岁，夏溢村（下一村）
- 张爱桂，女，48岁，乐家村

## 原因
事故河段5公里长的水道有20条挖沙船，挖沙船钢索一般位于水下30厘米处，客船螺旋桨挂上挖沙船钢索情况非常普遍。村民普遍反应，失事客船“K0018”与挖沙船的纠缠，是客船过江时最常出现的情况。有一位挖沙船参股人事发后因良心发现，写了一封长信，指出塘田市镇河道挖沙乱象，并指出县水利局对合理采沙不仅监督缺失，甚至有水利局官员参股其中。。官员参股挖沙是导致违法开采屡禁不止的真正原因。无序开采、过度开采的结果致使河道通行状况恶化，最终导致悲剧发生
事故船只K0018号为铁制船只，长14.5米，宽2.3米，型深0.48米，总吨位7吨，净吨位5吨，额定载14人。出事河段河面平时十余米宽，由于多年河道挖沙，河床凹凸不平，沿途堆满沙堆。据生还者回忆，客船沉没前，曾经试图加速绕过一条比客船本身大好几倍的挖沙船。据脱险学生介绍，此前客船经过时，挖沙船一般会移动位置保证客船通过。此次沉船事故发生时，挖沙船未移动，同时现场停有几条挖沙船。据推测，挖沙船钢丝绳绊住客船和严重超载是事故主要原因。

## 善后处理
邵阳县政府初步确定遇难者赔偿额为每人20万元。赔偿事宜的指导思想是“按照最高标准”，精神抚恤金上执行了最高的5万元，比之前的2万元提高3万元；另外，原先由家属自理的费用约2万元，“本着人道主义的原则”，由政府支出。遇难者如果上有赡养对象、下有抚养对象，标准将会略高于20万元。根据9月12日CCTV报道，邵阳副县长段绍兴表示县政府根据测算，确定给予沉船事故每位遇难者17.65万元最高20万元的补偿，上午已经与12名遇难者家属全部签订补偿协议。据介绍遇难者家属已经接受这一补偿标准。

## 责任追究
9月10日下午，邵阳县副县长吴善成、塘田市镇镇长唐向龙、邵阳市三江口地方海事处处长何建华已被免去职务，客船及挖沙船船主等相关责任人已被刑事拘留。当地村民抱怨，政府部门没有控制非法采沙，当地水利部门不作为，对非法采沙视而不见。更有猛料爆出曾有部分村民去水利局告状，反而被水利部门官员告知采沙老板就是水利局官员，也就是说邵阳县水利局有官员参股挖沙。更具体到了部门姓名，水政股一吕姓股长就在其中。邵阳副县长段绍兴表示，湖南省已经成立调查组，开始调查是否有官员参股采沙，如发现问题，将会严罚。事故发生后，湖南省有关负责人同相关部门于9月10日来到事发现场查看救援情况，初步决定由湖南省出资1,400万元在事发河段修建新桥。是湖南省交通厅、水利厅各出资500万元，国土资源厅出400万元，准备帮助地方政府修建大桥。